# الشركة العامة للنقل البحري العراقية
الشركة العامة للنقل البحري العراقية هي شركة عراقية مملوكة للدولة متخصصة في النقل البحري بكافة أنواعة ما عدا نقل النفط.
تأسست الشركة العامة للنقل البحري باسم (شركة النقل البحري العراقية) بموجب القانون رقم 76 لسنة 1952 برأسمال قدره مليون دينار وكان الغرض من تأسيسها هو شراء واستئجار البواخر وقبول الوكالات عن الشركات الملاحية وتم فتح فرع لها في البصرة عام 1959 للقيام بأعمال الوكالات البحرية عن البواخر والناقلات القادمة إلى الموانئ العراقية وتم التعاقد على شراء باخرتين هما 14 تموز وعبد الكريم قاسم سميت بعد ذلك 14 رمضان ذات حمولة (6000) طن لكل منهما واستلمت عام 1962 حيث قامت الشركة بتسيير خط ملاحي منتظم من موانئ شمال أوروبا وانكلترا إلى موانئ الخليج العربي إضافة للبواخر المستأجرة ونظرا لأهمية إستراتيجية النقل في دعم الاقتصاد الوطني قامت الشركة باتخاذ الإجراءات المدرجة أدناه: في مجال النقل البحري تم شراء (4) بواخر حمولة (13600) طن روسية الصنع و(4) بواخر حمولة (8350) طن يابانية الصنع و(4) بواخر حمولة (3550) طن ألمانية الصنع إضافة إلى الباخرتين قاسم و 14 تموز التي استلمت 1962 بذلك أصبح مجموع البواخر (14) باخرة وانضمت إلى الشركة بواخر عراقية أخرى هي البواخر المبردة زين القوس والبحر العربي والساحل العربي التي تم نقل ملكيتها من الشركة العامة للصيد البحري بعد إلغائها إضافة إلى ذلك (3) بواخر دحرجة تم بنائها في الدانمارك هي الباخرة بلقيس والزهراء وخولة تم نقل ملكيتها من القوة البحرية والدفاع الساحلي وكذلك قامت الشركة بتشغيل باخرة التدريب (ابن خلدون) العائدة ملكيتها إلى أكاديمية الخليج العربي للدراسات البحرية. كما تم نقل ملكية الجنائب البحرية الآلية حبوب وسايلوات وسنابل من الشركة العامة لتجارة الحبوب. أمـا في مجال الوكـالات البحرية فقد صدر قانـون الوكـالات البحـرية رقم 46 لسنـة 1969 والـذي تـم بموجبـة حصر نشاط الوكـالات البحريـة فـي موانئ العـراق لـبواخر ونـاقلات النفط بشركتنا وإلغاء (25) وكالة ملاحيـة وتصفيـة أعمـالها وأن الشركـة تعمـل الآن بمـوجب قانـون الوكالات رقــم 56 المعدل لسنة 1985. فيما يخص نشاط النـقل النـهري قامت الشركـة بشـراء (100) جنيبة صامـتة حمـولة (500) و(67) دافـعة يـوغسلافيـة الصنع اسـتملت عـام 1977-1980 كما قامت الشركة ببناء خمسة جنائي حمولة 500 طن وجنيبتين حمـولة 1000 طن في ورش الأرصفة النهرية في الزعفرانية وقـد تم إنشاء أربـع أرصفة نهريـة في واسط وميسان والبـصرة للقيام بنـقل الحمـولات بين بغـداد والبصرة إضافة إلى تخـفيف الحمولات في شط العرب بسبب عمليات الاكتظاظ للبواخر الحاصلة في الموانئ العراقية آنذاك.

## وصلات خارجية
- الشركة العامة للنقل البحري العراقية (الموقع الرسمي)